# Kloster Bonnaigue
Das Kloster Bonnaigue (Bona aqua, Notre-Dame de Bonnaigue) ist eine ehemalige Zisterzienserabtei in der Gemeinde Saint-Fréjoux im Département Corrèze, Region Nouvelle-Aquitaine, in Frankreich, rund 7 km östlich von Ussel (Corrèze).

## Geschichte
Das wohl 1143 gegründete Benediktinerkloster schloss sich 1147 als Tochterkloster von Kloster Obazine dem Zisterzienserorden an und gehörte damit zu Filiation von Kloster Cîteaux. Im 18. Jahrhundert erfolgte unter Abt François Dulac ein Umbau. Während der Französischen Revolution wurde das Kloster 1791 aufgelöst. Anschließend wurde es landwirtschaftlich genutzt.

## Bauten und Anlage
Die einschiffige, dreijochige Kirche mit flachem Chorabschluss ist heute landwirtschaftlich genutzt. Im Gelände des verschwundenen Kreuzgangs befindet sich eine Brunnenschale aus dem 16. Jahrhundert. Die schlossartige Bebauung des ehemaligen Südflügels der Klausur wurde wohl gegen Ende des 17. Jahrhunderts errichtet.